# Saint-Victor-de-Chrétienville
Saint-Victor-de-Chrétienville település Franciaországban, Eure megyében. Lakosainak száma 439 fő (2022. január 1.). Saint-Victor-de-Chrétienville Plainville, Caorches-Saint-Nicolas, Grand-Camp és Capelle-les-Grands községekkel határos.

## Népesség
A település népessége az elmúlt években az alábbi módon változott:
| Lakosok száma | 189  | 300  | 346  | 415  | 454  | 454  | 456  | 446  | 444  | 439  |
|               | 1968 | 1982 | 1990 | 2006 | 2013 | 2015 | 2017 | 2019 | 2020 | 2022 |